# Municipio de Milton Keynes
Milton Keynes es una autoridad unitaria con el estatus de municipio, ubicada en el condado ceremonial de Buckinghamshire (Inglaterra, Reino Unido).

## Geografía
Según la Oficina Nacional de Estadística británica, Milton Keynes tiene una superficie de 308,63 km².

### Localidades
- Bletchley 39,050
- Bow Brickhill 595
- Hanslope 1,900
- Lavendon 1,391
- Milton Keynes 182,265
- Newport Pagnell 14,904
- North Crawley 680
- Olney 6,264
- Sherington 920
- Stoke Goldington 531
- Woburn Sands 6,460[4]

## Demografía
Según el censo de 2001, Milton Keynes tenía 207 057 habitantes (49,67% varones, 50,33% mujeres) y una densidad de población de 670,89 hab/km². El 22,91% eran menores de 16 años, el 72,31% tenían entre 16 y 74, y el 4,78% eran mayores de 74. La media de edad era de 35,15 años. 
Según su grupo étnico, el 90,72% de los habitantes eran blancos, el 1,79% mestizos, el 3,66% asiáticos, el 2,41% negros, el 0,89% chinos, y el 0,53% de cualquier otro. La mayor parte (90,1%) eran originarios del Reino Unido. El resto de países europeos englobaban al 3,05% de la población, mientras que el 2,32% había nacido en África, el 3,21% en Asia, el 0,83% en América del Norte, el 0,15% en América del Sur, el 0,26% en Oceanía, y el 0,08% en cualquier otro lugar. El cristianismo era profesado por el 65,54%, el budismo por el 0,36%, el hinduismo por el 1,25%, el judaísmo por el 0,23%, el islam por el 2,34%, el sijismo por el 0,38%, y cualquier otra religión por el 0,4%. El 21,56% no eran religiosos y el 7,94% no marcaron ninguna opción en el censo.
El 45,94% de los habitantes estaban solteros, el 40,04% casados, el 2,3% separados, el 7,19% divorciados y el 4,53% viudos. Había 83 359 hogares con residentes, de los cuales el 26,98% estaban habitados por una sola persona, el 11,02% por padres solteros con o sin hijos dependientes, el 59,73% por parejas (48,37% casadas, 11,36% sin casar) con o sin hijos dependientes, y el 2,27% por múltiples personas. Además, había 3011 hogares sin ocupar y 214 eran alojamientos vacacionales o segundas residencias.